# Samuele Mulattieri
Samuele Mulattieri (La Spezia, 7 oktober 2000) is een Italiaans voetballer die als aanvaller speelt bij US Sassuolo.
Mulattieri stroomde in 2017 door vanuit de jeugdopleiding van Spezia Calcio. Een jaar later maakte hij de overstap naar Internazionale, waar hij ingedeeld werd bij de Primavera (onder 19). Gedurende het seizoen 2020/21 werd Mulattieri verhuurd aan FC Volendam, waar hij clubtopscorer werd en met de ploeg de play-offs bereikte. Nadien keerde hij terug naar Milaan, verlengde hij zijn contract en ging hij voor het seizoen 2021/22 op huurbasis aan de slag bij FC Crotone. In het seizoen 2022/23 speelde hij op huurbasis voor Frosinone, waarmee hij kampioen werd van de Serie B. Zijn goede prestaties zorgden ervoor dat US Sassuolo hem in juli 2023 permanent overnam. De club betaalde circa €6.000.000,- aan Internazionale.

## Carrière

### Internazionale
Mulattieri is een jeugdproduct van Spezia Calcio 1906. Hij maakte zijn debuut voor de ploeg op 14 april 2018 in een 1-1 gelijkspel tegen Frosinone. Hij scoorde zijn eerste doelpunt een week later in een 3-2 nederlaag tegen Pescara. Aan het einde van het seizoen 2017/18 maakte hij de overstap naar Internazionale. De club betaalde circa €1.500.000,- voor de aanvaller, wat dankzij bonussen kon oplopen tot €2.000.000,-. Bij de Nerazzurri werd hij ingedeeld bij de onder 19 (Primavera). In zijn tweede seizoen blonk de spits uit met 15 doelpunten en 3 assist in 21 wedstrijden, waarmee hij competitietopscorer werd.

### Verhuur aan FC Volendam
Op 5 oktober 2020 maakte Mulattieri op huurbasis de overstap naar het destijds in de Eerste divisie uitkomende FC Volendam. De transfer kwam mede tot stand doordat trainer Wim Jonk, als oud-speler van Inter goede connecties had met de Italiaanse ploeg. Mulattieri gaf na zijn transfer aan "blij te zijn om naar Nederland te komen en te spelen voor FC Volendam".
Bij Volendam werd Mulattieri dat seizoen een van de dragende spelers, naast onder meer Francesco Antonucci en Micky van de Ven. Elf dagen na zijn overgang maakte de Italiaanse spits zijn debuut voor FC Volendam. In de wedstrijd tegen Jong PSV (5-1 winst) was het gelijk raak met één doelpunt en één assist. Op 6 maart 2021 baarde Mulattieri opzien door in de wedstrijd tegen Roda JC twee keer te scoren binnen 60 seconden. Hij kwam uiteindelijk tot 30 (reguliere) competitiewedstrijden voor FC Volendam, waarin hij 18 keer het net wist te vinden. Mede hierdoor haalde de ploeg voor het eerst sinds 2017 weer de play-offs om promotie. Hierin ging het echter, ondanks een treffer van Mulattieri, met 4-1 onderuit tegen NAC Breda.

### Verhuur aan FC Crotone
In mei 2021 keerde Mulattieri terug naar Milaan, waar hij door afwezigheid van de nodige internationals in de voorbereiding verschillende oefenwedstrijden meespeelde met het eerste elftal. Zijn goede prestaties in het afgelopen seizoen leverde hem de interesse op van meerdere clubs, zowel uit Italië als uit Nederland. De uit La Spezia afkomstige spits besloot uiteindelijk in Italië te blijven. Hij verlengde zijn contract bij Internazionale en ging voor het seizoen 2021/22 op huurbasis aan de slag bij FC Crotone, dat het voorgaande seizoen was gedegradeerd uit de Serie A. Op 27 juli trainde Mulattieri voor het eerst mee met zijn nieuwe ploeg.
In Crotone beleefde Mulattieri een uitstekende start, door in zijn debuutwedstrijd gelijk zijn naam op het scorebord te zetten. De bekerwedstrijd tegen Brescia werd uiteindelijk na strafschoppen gewonnen. Een week later was hij tweemaal trefzeker in de seizoensopener tegen Como 1907 (2-2). In de eerste vier competitiewedstrijden wist Mulattieri vijfmaal het net te vinden. Aan het einde van het jaar liep hij een spierblessure op, welke hem twee wedstrijden aan de kant zou houden. Mulattieri kwam in de tweede seizoenshelft wekelijks tot speelminuten in het elftal van trainer Francesco Modesto, totdat een schouderblessure die hij opliep in een wedstrijd tegen Frosinone roet in het eten gooide. Hij moest geblesseerd toekijken hoe zijn tijdelijke werkgever FC Crotone het seizoen afsloot in de degradatiezone en voor het tweede achtereenvolgende jaar degradeerde. 

### Verhuur aan Frosinone
Op 25 juli 2022 verhuisde Mulattieri op huurbasis naar Frosinone, dat tevens een optie tot koop bedong. Bij de Italiaanse tweedeklasser was Mulatierri een van maarliefst vijftien huurlingen die in de zomer werden aangetrokken. Mulattieri werd een vaste waarde in de ploeg van trainer Fabio Grosso. Met zijn twaalf doelpunten had de Italiaan een belangrijk aandeel in het kampioenschap van de ploeg in de Serie B en werd hij tevens clubtopscorer. Dankzij de titel promoveerde Frosinone naar de Serie A.

### Sassuolo
Op 7 juli 2023 sloot Mulattieri zich aan bij US Sassuolo. Mulattieri fungeerde in de competitie bijna alleen maar als invaller (slechts één basisplaats) en kon niet voorkomen dat zijn ploeg aan het einde van het seizoen degradeerde naar de Serie B. Zijn bijdrage in de competitie bleef beperkt tot slechts één assist.

## Clubstatistieken
| Seizoen                    | Club               | Competitie     | Competitie | Competitie | Beker | Beker | Internationaal | Internationaal | Overig | Overig | Totaal | Totaal |
| Seizoen                    | Club               | Competitie     | Wed.       | Dlp.       | Wed.  | Dlp.  | Wed.           | Dlp.           | Wed.   | Dlp.   | Wed.   | Dlp.   |
| -------------------------- | ------------------ | -------------- | ---------- | ---------- | ----- | ----- | -------------- | -------------- | ------ | ------ | ------ | ------ |
| 2020/21                    | → FC Volendam      | Eerste divisie | 30         | 18         | 1     | 0     | –              | –              | 1      | 1      | 32     | 19     |
| 2021/22                    | → FC Crotone       | Serie B        | 28         | 6          | 1     | 1     | –              | –              | 0      | 0      | 29     | 6      |
| 2022/23                    | → Frosinone Calcio | Serie B        | 29         | 12         | 1     | 0     | –              | –              | 0      | 0      | 30     | 12     |
| 2023/24                    | US Sassuolo        | Serie A        | 27         | 0          | 3     | 2     | –              | –              | 0      | 0      | 30     | 2      |
| Carrièretotaal             | Carrièretotaal     | Carrièretotaal | 114        | 36         | 6     | 2     | 0              | 0              | 1      | 1      | 121    | 39     |
| Bijgewerkt t/m 1 juli 2024 |                    |                |            |            |       |       |                |                |        |        |        |        |

1 Russo ·
2 Missori ·
3 Doig ·
7 Volpato ·
8 Ghion ·
9 Mulattieri ·
10 Berardi ·
11 Boloca ·
12 Satalino ·
14 Obiang ·
15 Pieragnolo ·
17 Paz ·
19 Romagna ·
20 Lovato ·
23 Toljan ·
24 Moro ·
25 D'Andrea ·
26 Odenthal ·
28 Antiste ·
29 Caligara ·
31 Moldovan ·
35 Lipani ·
40 Iannoni ·
42 Thorstvedt ·
45 Laurienté ·
47 Consigli  ·
55 Kumi ·
77 Pierini ·
80 Muharemović ·
Coach: Grosso
· Keeperstrainer: Orlandoni